# بیگ آگلی
بیگ آگلی (به انگلیسی: The Big Ugly) فیلمی است اکشن محصول ۲۰۲۰ آمریکا. فیلم را اسکات وایپر کارگردانی کرده و فیلم‌نامهٔ آن اثر پول تارانتینو می‌باشد. هنرپیشگانی چون وینی جونز، مالکوم مک‌داول، ران پرلمن و نیکولاس براون در این فیلم به ایفای نقش پرداخته‌اند.

## داستان
رئیس یک دارودستهٔ خلافکار لندنی تصمیم می‌گیرد که پول‌هایش را به رفیقش که در کار استخراج نفت است در ویرجینیای غربی به صورت وام بدهد، اینگونه هم نیاز مالی دوست آمریکایی برطرف می‌شود و هم باند لندنی دست به پولشویی خواهند زد. برای قرارداد و سپس جشن گرفتن این مشارکت شبی را در شهر دوست آمریکایی می‌مانند. فردا صبح نیلین، از افراد دارودستهٔ لندنی متوجه فقدان دوست دخترش می‌شود. پس از جستجو جسد او را می‌یابد و متوجه می‌شود که پرستن، پسر سرمایه‌دار نفتی، او را به قتل رسانده‌است. پس در صدد انتقام برمی‌آید.